# Ithone westraliensis
Ithone westraliensis is een insect uit de familie van de Ithonidae, die tot de orde netvleugeligen (Neuroptera) behoort. 
Ithone westraliensis is voor het eerst wetenschappelijk beschreven door Riek in 1974.